# Кенгер-Менеузовский сельсовет
Кенгер-Менеузовский сельсовет (баш. Ҡыңғыр-Мәнәүез ауыл Советы) — сельское поселение в Бижбулякском районе Республики Башкортостан.

## История
Согласно «Закону о границах, статусе и административных центрах муниципальных образований в Республике Башкортостан» имеет статус сельского поселения.

## Население
| 2002  | 2009  | 2010  | 2012  | 2013  | 2014  | 2015  |
| ----- | ----- | ----- | ----- | ----- | ----- | ----- |
| 2186  | ↗2234 | ↘2161 | ↘2089 | ↘2052 | ↘1991 | ↘1947 |
| 2016  | 2017  |       |       |       |       |       |
| ↗1956 | ↘1928 |       |       |       |       |       |

Жители преимущественно татары (80 %) и башкиры.

## Состав сельского поселения
| № | Населённый пункт | Тип населённого пункта       | Население | Примечание      |
| - | ---------------- | ---------------------------- | --------- | --------------- |
| 1 | Кенгер-Менеуз    | село, административный центр | ↘1323     | татары          |
| 2 | Касимовка        | деревня                      | ↘123      | татары, башкиры |
| 3 | Кунакулово       | село                         | ↘514      | татары, башкиры |
| 4 | Разаевка         | деревня                      | ↘80       | татары          |
| 5 | Чулпан           | деревня                      | ↘121      | татары          |